# Абьянич, Илия
Илия Абьянич (хорв. Ilija Abjanić; 10 июля 1868, Стари Микановцы — 8 сентября 1946, Винковцы) — хорватский врач, писатель и политик.

## Биография
Родился в крестьянской семье. Закончив начальную школу в своей родной общине, он отправился учиться в гимназию в Винковцах, где во главе молодёжной организации добился замены использования немецкого языка в официальных документах на хорватский. В 1888 году он в качестве стипендиата военного министерства отправился изучать медицину в колледж в Вене, где в 1895 году получил степень доктора наук. С 1898 по 1905 год он работал врачом в государственных больницах в Врбани, Иванково, Купиново. В этот период он также публиковал статьи в изданиях Партии прав, в которых призывал бороться с венгеризацией Далмации. Среди этих статей также были и те, которые не были пропущены государственной цензурой, что стало поводом для отставки Абьянича со службы в государственной больнице в 1905 году.
Перейдя на работу в частную больницу в Винковцах, он не перестал заниматься политической деятельностью и после серии публичных выступлений стал депутатом сабора Далмации от округа Срем. В парламенте он занимался вопросом эмиграции и фальсификаций на выборах, а также боролся с венгеризацией и влиянием Римско-Католической церкви. В 1908 году вернулся на работу в государственную больницу в Нережишчу, но через год из-за поддержки участников аграрных беспорядков Абьянич был переведён в Станковце, где он боролся с малярией. Выйдя на пенсию в 1931 году, он переехал сначала в Загреб, а потом в Винковцы.
Помимо политики и медицинской практики он занимался написанием книг по лингвистическим, религиозным и другим темам, которые хранятся в Национальной библиотеке Загреба. Одной из главных монографий Абьянича является «Ljekarski rječnik horvatskoga govora» — медицинский словарь на хорватском языке, содержащий в себе более 90 000 лексикографических единиц.